# Cheirolophus sempervirens
Cheirolophus sempervirens é uma espécie de planta com flor pertencente à família Asteraceae. 
A autoridade científica da espécie é (L.) Pomel, tendo sido publicada em Nouv. Mat. Fl. Atl. 32. 1874.

## Portugal
Trata-se de uma espécie presente no território português, nomeadamente em Portugal Continental.
Em termos de naturalidade é endémica da Península Ibérica.

## Protecção
Não se encontra protegida por legislação portuguesa ou da Comunidade Europeia.